# Гульельми, Филипп
Филипп Гульельми (фр. Philippe Guglielmi; род. 16 ноября 1951 года) — полковник французской армии, политик и бывший великий мастер Великого востока Франции.

## Биография

### В армии
Филипп Гульельми вступил в армию в возрасте 18 лет. После окончания школы Сен Мексен иль эст Шеф, где обучали будущий командный состав армии, он отправился миротворцем в Ливан, где был ранен в результате столкновения в южном Бейруте. За это сражение он был награждён Крестом Воинской доблести. Также он получил Воинскую медаль, медаль от ливанского правительства и медаль ООН UNIFIL. Ко всем прочим наградам, он стал кавалером ордена Почётного легиона и офицером Национального ордена «За заслуги». После участия в боевых операциях в Ливане, он получил звание капитана и командовал подразделением пехотинцев. Филипп Гульельми вышел в отставке в звании полковника.

### В масонстве
Филипп Гульельми был великим мастером Великого востока Франции в течение двух лет, с 1997 по 1999 год. Во время своего пребывания на должности великого мастера, он стабилизировал послушание и укрепил влияние ВВФ в светском обществе, занимая чёткие позиции по вопросам секуляризма и защите личных свобод. Он является изобретателем масонского понятия «а догматический». Он также много выступал за большее понимание принципа абсолютной свободы совести в либеральных послушаниях. Его преемником на должности великого мастера ВВФ стал Ален Бауэр (2000 − 2003). После истечения срока пребывания на должности великого мастера Филипп Гульельми продолжил работу во благо послушания.

### В политике
Филипп Гульельми является членом Социалистической партии. Он был избран советником муниципалитета от оппозиции Раменвиля в 2001 году. После присоединения к большинству, он занимает второе место в списке, представленном мэром Коринн Вальс, которая стала заместителем мэра в ходе итогов выборов в феврале 2007 года. Он стал первым секретарём федерации социалистов в Сен-Сен-Дени в 2007 году.
Он был избран в региональный совет в марте 2010 года.
А также он был избран 21 мая 2010 года президентом ARTESI в Иль-де-Франс.